# アソウ・ヒューマニーセンターグループ
株式会社アソウ・ヒューマニーセンターグループ (Aso Humany Center Group) は、福岡市中央区に本社を構える労働者派遣事業をはじめとする総合人材サービス会社。7社で形成するグループ。麻生グループの一員。

## 概要
- 代表者 中島彰彦
- 本社所在地 福岡県福岡市中央区天神2-8-41
- 事業所 福岡本社・有楽町支店・大阪支店・北九州オフィス・久留米オフィス・長崎オフィス・熊本オフィス・大分オフィス・宮崎オフィス・鹿児島オフィス・山口オフィス・広島オフィス

## 沿革
- 1984年（昭和59年）7月 - 福岡市天神に本社を置き、「株式会社アソウ・テンポラリーセンター」の社名でスタート
- 1985年（昭和60年）5月 - 北九州オフィス開設
- 1988年（昭和63年）5月 - 登録スタッフ3,000名、取引企業1,000社を超え、規模・シェア共に九州トップクラスの地位を固める
- 1989年（平成元年）3月 - アジア太平洋博覧会「よかトピア」開催。開催準備期から閉会まで、主なパビリオンの教育・管理・運営全般に携わる
- 1990年（平成2年）2月 - 男性派遣事業部（エルダー部）を開設。
- 1991年（平成3年）2月 - 教育事業部を開設
- 1993年（平成5年）8月 - 久留米オフィスを開設
- 1995年（平成7年）4月 - システムサポート事業およびアウトソーシング事業を始動。
- 1995年（平成7年）8月 - 高齢者派遣事業部を開設
- 1995年（平成7年）9月 - 「株式会社アソウ・アルファ」を設立
- 1997年（平成9年）1月 - 「株式会社アソウ・ヒューマニーセンター」に社名変更
- 1997年（平成9年）1月 - アソウ・ヒューマニーセンター熊本オフィス開設
- 1997年（平成9年）3月 - 学生ネットワーク「ユニバース・クリエイト」を開始
- 1997年（平成9年）4月 - アソウ・ヒューマニーセンター大分オフィス開設
- 1997年（平成9年）4月 - 有料職業紹介事業「クロスジョブ」を開始
- 1997年（平成9年）1月 - アソウ・ヒューマニーセンター鹿児島オフィス開設
- 1998年（平成10年）1月 - 「ワーキングインターン」を開始。「ふくおか福利厚生くらぶ」運営について、株式会社プランニング秀巧社と業務提携
- 1998年（平成10年）3月 - アソウ・ヒューマニーセンター山口オフィス開設
- 1998年（平成10年）12月 - アソウ・ヒューマニーセンター広島オフィス開設
- 1999年（平成11年）9月 - 「株式会社ヒューマンエナジー研究所」を設立
- 1999年（平成11年）1月 - 「株式会社福利厚生倶楽部九州」を設立
- 1999年（平成11年）12月 - 福岡求人案内プラザ「すけっとふくおか」を開設
- 2000年（平成12年）2月 - アソウ・ヒューマニーセンター宮崎オフィス開設
- 2000年（平成12年）3月 - 大人のための月刊情報誌「モンタン」創刊
- 2000年（平成12年）4月 - 「株式会社アソウ・アカウンティングサービス」を設立
- 2000年（平成12年）4月 - 求人案内プラザ「すけっと」を全拠点に開設
- 2000年（平成12年）9月 - アソウ・ヒューマニーセンター長崎オフィス開設
- 2001年（平成13年）1月 - 「株式会社メッドライン」を設立
- 2001年（平成13年）8月 - 「株式会社麻生デジタルメディア研究所」を設立
- 2002年（平成14年）3月 - 「株式会社麻生デジタルメディア研究所」より「株式会社アソウ・システムソリューション」へ社名変更
- 2003年（平成15年）4月 - アソウ・ヒューマニーセンター有楽町支店開設
- 2003年（平成15年）8月 - お仕事情報センター「A－WORK」開設
- 2003年（平成15年）1月 - アソウ・ヒューマニーセンター大阪支店開設
- 2004年（平成16年）1月 - 「株式会社ユニバースクリエイト」を設立
- 2005年（平成17年）5月 - 障がい者スポーツ選手雇用センター「C's Athlete」開設
- 2005年（平成17年）11月 - 株式会社メッドライン　熊本支店開設
- 2006年（平成18年）1月 - ユニクリナビ平成20年開設
- 2007年（平成19年）4月 - アソウ・アルファ黒崎営業所・熊本東バイパス営業所開設
- 2007年（平成19年）6月 - 内閣府 第1回「再チャレンジ支援功労者賞受賞」
- 2008年（平成20年）4月 - アソウ・ヒューマニーセンター神戸オフィス・佐賀オフィス開設
- 2008年（平成20年）4月 - アソウ・アルファ鳥栖営業所・行橋営業所開設
- 2008年（平成20年）4月 - ユニバースクリエイト大阪営業所開設
- 2008年（平成20年）5月 - ユニバースクリエイト北九州営業所「ascafe」開設
- 2009年（平成21年）8月 - アソウ・ヒューマニーセンター神戸オフィスを大阪支店へ統合
- 2010年（平成22年）3月 - アソウ・ヒューマニーセンター佐賀オフィスを久留米オフィスへ統合
- 2010年（平成22年）3月 - アソウ・アルファ熊本東バイパス営業所を熊本営業所へ営業所名変更
- 2010年（平成22年）3月 - アソウ・アルファ黒崎営業所・行橋営業所を北九州営業所へ統合
- 2010年（平成22年）3月 - アソウ・アルファ鳥栖営業所を福岡本社へ統合
- 2010年（平成22年）4月 - アソウ・ヒューマニーセンター福岡本社に「増販情報センター」を開設

## 関連会社
- アソウ・ヒューマニーセンターグループ
  - アソウ・ヒューマニーセンター
  - アソウ・アルファ
  - ユニバースクリエイト
  - 福利厚生倶楽部九州
  - アソウ・アカウンティングサービス
  - アソウ・システムソリューション
  - ヒューマンエナジー研究所
- 他、麻生グループ57社